# Palythoa tropica
Palythoa tropica är en korallart som beskrevs av author unknown. Palythoa tropica ingår i släktet Palythoa och familjen Zoanthidae. Inga underarter finns listade i Catalogue of Life.